# 스우시 커츠
스우시 커츠(영어: Swoosie Kurtz, 1944년 9월 6일 ~ )는 미국의 배우이다.

## 출연 작품
- 라이어 라이어
- 겟 오버 잇
- 최후의 카테고리 7
- 로스트